# Mayana Zatz
Mayana Zatz (née le 16 juillet 1947 à Tel Aviv) est une biologiste moléculaire et généticienne brésilienne, professeure du département de génétique et de biologie évolutive de l'Institut de biosciences de l'université de São Paulo.

## Biographie
Mayana Zatz est née à Tel Aviv, en Israël, en 1947. Après avoir vécu 7 ans en France, elle déménage avec sa famille encore enfant au Brésil, en 1955.
Elle est diplômée en biologie à l'université de São Paulo, en 1968. Elle se spécialise dans l'étude des dystrophies musculaires. Mayana Zatz fonde en 1981 l'Association brésilienne de la dystrophie musculaire.
En 1995, elle participe à la découverte de la localisation de gènes liés à un type de dystrophie des membres, avec Maria Rita Passos-Bueno et Eloísa de Sá Moreira. En 1996, elle rejoint l'Académie brésilienne des sciences.
En août 2000, elle reçoit la grand-croix de l'ordre national du Mérite scientifique (Brésil). En 2001, elle reçoit à Paris le prix L'Oréal-UNESCO pour les femmes et la science. En 2008, elle reçoit le prix de science et technologie du Mexique.